# Aquaencyrtus bohemicus
Aquaencyrtus bohemicus är en stekelart som beskrevs av Hoffer 1952. Aquaencyrtus bohemicus ingår i släktet Aquaencyrtus och familjen sköldlussteklar.
Artens utbredningsområde är Tjeckien. Inga underarter finns listade.